# Belaja Zemlja
Belaja Zemlja (in russo Белая Земля, Belaja Zemlja; in italiano Terra Bianca) sono un gruppo di 3 isole russe che fanno parte dell'arcipelago della Terra di Francesco Giuseppe, nell'Oceano Artico; si trovano nella parte nord-orientale dell'arcipelago, a 45 km dal gruppo principale.

## Storia
Le isole vennero nominate Hvidtenland (in norvegese: Terra Bianca) da Fridtjof Nansen, che raggiunse questo luogo desolato il 5 agosto 1895 durante la sua spedizione polare. Nella sua mappa disegnò quattro isole, poiché sulla Belaja Zemlja coperta da ghiaccio permanente è spesso difficile distinguere tra terra e mare. Quando la cartografia dell'arcipelago divenne più accurata, emerse che si trattava di un gruppo di tre isole:

## Le isole
- Isola di Adelaide (in russo Остров Аделаиды, Оstrov Adelaidy): con i suoi 2 km di lunghezza, è la più piccola delle tre isole. È situata 5 km a sud-ovest dall'estremità occidentale dell'isola di Eva-Liv.
- Isola di Eva-Liv (in russo: Остров Ева-Лив, ostrov Eva-Liv): lunga 25 km, è la più grande isola del gruppo.
- Isola di Freeden (in russo: Остров Фреден, ostrov Freden): di forma ovale con lunghezza di 8,2 km, si trova 2,5 km a sud dell'isola di Adelaide.